# セーシェル海軍艦艇一覧
セーシェル海軍艦艇一覧（セーシェルかいぐんかんていいちらん）は、セーシェル共和国海軍が過去保有した、または現在保有する、または将来保有する予定の、未完成・計画中止を含めた歴代艦艇一覧である。

## 現有勢力
2007年度
- 国防予算：1,000万ドル
- コーストガード人員：200名

哨戒艇×9、揚陸艇×1他